# Nothing Is Sound
Albums de Switchfoot
The Beautiful Letdown
(2003) Oh! Gravity.
(2006)
Singles
1. Stars
Sortie : 2005
2. We Are One Tonight
Sortie : 2006

Nothing Is Sound est le 5e album studio du groupe de Rock alternatif américain, Switchfoot. Il est sorti le 13 septembre 2005 et s'est classé n°3 dans le magazine Billboard 200.

## Liste des pistes
1. Lonely Nation – 3:45 (Jon Foreman, Tim Foreman)
2. Stars – 4:20
3. Happy Is a Yuppie Word – 4:51
4. The Shadow Proves the Sunshine – 5:04
5. Easier Than Love – 4:29 (Jon Foreman, Tim Foreman)
6. The Blues – 5:17
7. The Setting Sun – 4:24
8. Politicians – 3:28
9. Golden – 3:36
10. The Fatal Wound – 2:44
11. We Are One Tonight – 4:42 (Jon Foreman, Tim Foreman)
12. Daisy – 4:18